# Flowering Plants of Africa
Flowering Plants of Africa, (abreujat Fl. Pl. Africa), va ser una revista il·lustrada amb descripcions botàniques que va ser editada a Sud-àfrica. Es publica des de l'any 1945 amb el nom de Flowering Plants of Africa. A Magazine Containing Coloured Figures with Descriptions of the Flowering Plants Indigenous in Africa. Pretoria and Ashford. Va ser precedida per Flowering Plants of South Africa.
És una sèrie de revistes il·lustrades botàniques similars a la revista Botanical Magazine, que es va iniciar amb plantes amb flors de Sud-àfrica per Illtyd Buller Pole-Evans el 1920 i actualment és publicat per l'Institut de Biodiversitat Nacional de Sud-àfrica (SANBI) a Pretòria. La revista mostra i descriu les plantes amb flors dÀfrica i les illes veïnes.
Els artistes botànics més notables que han contribuït a les seves pàgines inclouen: Gillian Condy, Fay Anderson, Auriol Batten, Rosemary Holcroft, Betty Connell, Cythna Letty (que va ser responsable de més de 700 plaques), Barbara Pike i Ellaphie Ward-Hilhorst. Els números estan impresos a la coberta i fan 250 x 190 mm.
La sèrie va ser editada per Robert Allen Dyer qui va ser succeït per Leslie Edward Wostall Codd.